# Jammanahalli, Sakleshpur
Jammanahalli là một làng thuộc tehsil Sakleshpur, huyện Hassan, bang Karnataka, Ấn Độ.